# Nitzschia capitellata
Nitzschia capitellata – gatunek okrzemek występujących w przybrzeżnych wodach morskich i wodach śródlądowych. Opisany po raz pierwszy w 1922 roku.

## Morfologia
Okrzemki o okrywach linearnych do linearno-lancetowatych żyjące jako element fitobentosu. Jednokomórkowe osobniki o rozmiarach 20–70 μm długości i 3,5–7,5 μm szerokości. Fibul jest 10–18 w 10 μm. Obie fibule środkowe dalej są od siebie ustawione niż pozostałe. Prążków jest 35–40 w 10 μm, przy czym w mikroskopie świetlnym z kondensorem do pola jasnego są one niemal niewidoczne.

## Ekologia
Gatunek kosmopolityczny, słodko- i słonowodny, występujący w wodach ze średnią zawartością elektrolitów. Tolerancyjny na zanieczyszczenia organiczne aż po strefę polisaprobową.
Na liście wskaźnikowej taksonów okrzemek stosowanych w ocenie stanu ekologicznego wód rzecznych w Polsce (IO) podano indeksy trofii i saprobii wskazujące na preferencje wód zanieczyszczonych oraz nie uznano gatunku za referencyjny dla rzek o podłożu węglanowym ani krzemianowym. Podobnie jest w wersji tego wskaźnika dla zbiorników zaporowych. W analogicznym wskaźniku dla wód jeziornych (IOJ) ma przypisaną jedną z najwyższych wartości wskaźnikowych indeksu trofii i również nie jest gatunkiem referencyjnym (wskaźnik ten nie uwzględnia indeksu saprobii).
| kategoria wód      | indeksy trofii                   | indeksy trofii               | indeksy saprobii                 | indeksy saprobii             |
| ------------------ | -------------------------------- | ---------------------------- | -------------------------------- | ---------------------------- |
| kategoria wód      | TI – wartość wrażliwości taksonu | wTI – wartość wagowa taksonu | SI – wartość wrażliwości taksonu | wSI – wartość wagowa taksonu |
| rzeki              | 3,8                              | 5                            | 3,4                              | 2                            |
| zbiorniki zaporowe | 4                                | 5                            | 3                                | 2                            |
| jeziora            | 7,3                              | 3                            | nie dotyczy                      | nie dotyczy                  |

Gatunek ekstremofilny, często występuje w wodach o warunkach odbiegających od typowych. Może dominować wśród organizmów metaloopornych w zbiorowiskach fitobentosu wód będących odbiornikami ścieków ze zrzutem metali (np. Stoła, Graniczna Woda). Współdominuje również w gorących źródłach (o temperaturze od 24 °C do 71 °C) siarczanowych Wysp Kurylskich i Sachalinu. Stwierdzany w środowisku o pH ≤3,5 (zarówno w siedliskach naturalnie kwaśnych, jak i antropogenicznie zakwaszonych). Występuje w wodach zanieczyszczonych ściekami komunalnymi, np. współdominuje w marokańskim strumieniu Oued Hassar charakteryzującym się dużym zanieczyszczeniem przez amoniak, ortofosforany i substancje organiczne.

## Gatunki podobne
Nitzschia requens ma szerzej ustawione, zawsze widoczne w mikroskopie świetlnym prążki (23–26 w 10 μm).
Nitzschia adamata i Nitzschia tubicola odróżnia się ze względu na nieregularnie rozmieszczone fibule.
Nitzschia paleaeformis odróżnia się dzięki wąsko linearnym okrywom i wybitnie oddalonym od siebie środkowym fibulom.